# Moby Grape
Moby Grape ist eine US-amerikanische Rockgruppe, die in den 1960er-Jahren gegründet wurde und die sich bis heute sporadisch zu Live-Konzerten zusammenfindet. Alle fünf Gründungsmitglieder waren sowohl Songschreiber als auch Sänger, die stilistisch Elemente des Folkrock, des Blues, der Countrymusic und des Jazz in ihren Songs miteinander verbanden. Die Band zählt zu den einflussreichsten Formationen der San Francisco Musikszene der 1960er-Jahre. Ihre Geschichte ist belastet mit personellen Tragödien, geschäftlichen Fehlentscheidungen und gerichtlichen Auseinandersetzungen, die bis heute andauern.

## Geschichte

### 1966–1967
Die Gruppe wurde Ende 1966 von Alexander “Skip” Spence und Matthew Katz gegründet. Spence hatte auf dem ersten Album von Jefferson Airplane, Jefferson Airplane Takes Off, Schlagzeug gespielt. Katz war der Manager der Gruppe gewesen, der Spence später dazu ermutigte, eine Band zu formieren, die Jefferson Airplane glich und in der er Gitarre spielen und singen sollte.
Die weiteren Mitglieder sind Bob Mosley (Bassgitarre), ehemals Mitglied von The Misfits aus San Diego, Jerry Miller (Leadgitarre) und Don Stevenson (Schlagzeug), die beide bei The Frantics, The Warlocks und The Bobby Fuller Four (Miller) gespielt hatten sowie Peter Lewis (Gitarre), Sohn der Schauspielerin Loretta Young und ehemals Mitglied von The Cornells.
Nachdem Spence und Mosley der Band den Namen Moby Grape gegeben hatten und ein Vertrag mit der renommierten Schallplattenfirma Columbia Records in Aussicht stand, trennten sich die Musiker von Matthew Katz, mit dessen Management sie schon früh nicht zufrieden waren. Nachdem Columbia Records jedoch auf einen Verhandlungspartner bestand und sich Katz sowohl dazu als auch als Verbindungsperson für Konzertveranstalter zur Verfügung stellte, konnte er in seine Funktion zurückkehren.
Katz hatte die Gruppe bei ihrer Gründung auch finanziell unterstützt, indem er u. a. die Mieten von Appartements für Spence und Mosley sowie musikalisches Equipment für mehrere der Musiker zahlte. Einzig Lewis war dank seiner wohlhabenden Herkunft auf solche Unterstützung nicht angewiesen.
Katz verlangte für seine Unterstützung von der Band die schriftliche Bestätigung, dass der Bandname sein persönliches Eigentum sein sollte. Aufgrund ihrer finanziell prekären Situation stimmten die Musiker zu. Dies hatte zur Folge, dass Katz bis heute bei Veröffentlichungen von Schallplatten und CDs der Gruppe vor Gericht klagt, wenn sie ohne sein Einverständnis unter dem Namen Moby Grape erscheinen. Die heute noch lebenden Bandmitglieder erhalten dadurch keine Tantiemen für ihre früheren Arbeiten.
Ähnlich der zur gleichen Zeit aktiven Band Buffalo Springfield, mit deren Mitgliedern Stephen Stills, Neil Young und Richie Furay sie befreundet waren, hatte Moby Grape drei Gitarristen, die in einer Form miteinander kooperierten, die sie Crosstalk nannten. Jerry Miller übernahm dabei hauptsächlich die Leadfunktion, Spence den Rhythmus und Lewis das Fingerpicking.
Für ihr Debütalbum Moby Grape, erschienen 1967, steuerten alle fünf Musiker Songs bei, wobei Mosley, Lewis und Spence in der Regel alleine komponierten, Miller und Stevenson gemeinsam. Das Album erhielt 2003 vom Magazin Rolling Stone Platz 121 auf der Liste der 500 Greatest Albums of All Time. Der auf dem Album enthaltene Song Omaha von Skip Spence erreichte 2008 Platz 95 der Rolling Stone-Liste 100 Greatest Guitar Songs of All Time.
Columbia Records veröffentlichte, zusammen mit dem Debütalbum, alle Songs der Platte zusätzlich auf fünf Singles. Die bis 1965 vor allem auf Unterhaltungsmusik und Jazz konzentrierte Plattenfirma erreichte mit diesem Schritt, dass die Band von Kritikern als over-hyped betrachtet wurde. Das Album hingegen erhielt gute Kritiken und verkaufte sich zufriedenstellend. Der darauf enthaltene Song Hey Grandma wurde bald darauf von The Move auf deren ersten Album gecovert, war 2005 Teil des Soundtracks des Films The Interpreter (mit Sean Penn und Nicole Kidman) und wurde 2009 noch einmal von The Black Crowes auf ihrem Album Warpaint Live interpretiert. Die Single Omaha erreichte als einzige die Charts (Platz 88 im Jahr 1967). Miller und Stevensons Komposition 8:05 wurde zum Countryrockstandard und von Künstlern wie Robert Plant, Guy Burlage und anderen gecovert.
Mitte Juni 1967 traten Moby Grape beim Monterey Pop Festival auf. Matthew Katz, der den Auftritt arrangiert hatte, verlangte eine Million Dollar vom Filmproduzenten D. A. Pennebaker für die Rechte, den Bandauftritt zu filmen. Dies wurde abgelehnt und der Auftritt der Gruppe fand zu einem Termin statt, an dem nur wenig Publikum anwesend war. Zusätzlich zu diesem Debakel wurden einige der Musiker wegen Verführung minderjähriger Mädchen verklagt. Die Klagen wurden später fallengelassen, aber die Beziehung der Gruppe zu ihrem Manager war erneut an ihrem Ende angelangt.

### 1968–1969
Das zweite Album Wow/Grape Jam, erschienen 1968 und produziert von David Rubinson, erreichte Platz 20 der Billboard-Pop-Alben. Es handelte sich um ein Doppelalbum mit Studioaufnahmen auf Wow und improvisierten Blues-Sessions mit Al Kooper und Mike Bloomfield auf Grape Jam. Die Songs zeigten mehr Reife und waren zum Teil aufwendig mit Bläsern und Streichern arrangiert. Die Gruppe hatte ihre Arbeit an den Gitarren und am Chorgesang, der an The Byrds erinnerte, wesentlich weiterentwickelt. Herausragende Kompositionen waren Bitter Wind (Bob Mosley), He (Peter Lewis) und Can’t Be so Bad (Miller / Stevenson). Murder In My Heart for the Judge (Miller / Stevenson) wurde zum festen Bestandteil des Live-Repertoires der Band und von mehreren anderen Künstlern gecovert. Eine Besonderheit bildete das Stück Just Like Gene Autry, a Foxtrot (Spence) im Stil der Ballroom Music der Big-Band-Ära und nur korrekt bei 78 Umdrehungen des Schallplattenspielers abspielbar. Ebenfalls 1968 steuerte die Band mit einem Gastauftritt zum Soundtrack des Films The Sweet Ride bei.
Skip Spence, der auch den Song Motorcycle Irene eingebracht hatte und bis dahin bei Live-Auftritten die zentrale Figur der Band gewesen war, nahm gegen Ende der Aufnahmen zu Wow in New York eine Überdosis LSD, mit der Folge, dass er seinen Bandkollegen Don Stevenson und andere Personen in einem Hotel mit einer Axt attackierte. Nachdem er überwältigt werden konnte, brachte die Polizei ihn zunächst in das Tombs-Gefängnis in New York, später in die benachbarte Psychiatrie Bellevue Hospital, in der er sechs Monate lang behandelt wurde. In dieser Zeit schrieb er mehrere Songs, die er nach seiner Entlassung in Nashville aufnahm und die später auf seinem einzigen Soloalbum Oar erschienen. Er hatte dabei alle Instrumente selbst eingespielt.
Spence war zu dieser Zeit nicht mehr Mitglied von Moby Grape. Die Ärzte hatten bei ihm Schizophrenie festgestellt (wie später auch bei Mosley) und der Musiker war seitdem nicht mehr in der Lage, einer beruflichen Tätigkeit nachzugehen oder von regelmäßigem Musizieren zu leben.
Die Band ohne Spence begann 1968 mit den Aufnahmen zu ihrem neuen Album Moby Grape ’69, das im Januar 1969 erschien. Wieder waren Beiträge aller Bandmitglieder dabei, mit den herausragenden Songs It’s a Beautiful Day, Today und Truckin’ Man (Mosley), Ooh Mama Ooh (Miller/Stevenson) und If You Can’t Learn From My Mistakes (Lewis). Selbst ein Beitrag von Skip Spence wurde möglich, indem die Band eine von Spence 1968 unvollendete Aufnahme seines Songs Seeing (auch: Skip’s Song genannt) gemeinsam fertigstellte.
Zum Ende der Aufnahmen verließ Mosley die Band, so dass auf Ooh Mama Ooh der Bass von Miller eingespielt werden musste. Zum Erschrecken seiner Bandkollegen trat Mosley in die US-Marines ein, wurde jedoch sieben Monate später wieder entlassen.
Miller, Lewis und Stevenson erfüllten gegenüber Columbia Records die vertragliche Verpflichtung eines weiteren Albums mit den Aufnahmen zu Truly Fine Citizen, erschienen im Spätjahr 1969. Die Songs waren zwar von gewohnter Qualität, ließen aber die kräftige Soulstimme und die eigenwillige Bassgitarre von Mosley vermissen, der durch den Nashville-Session-Bassisten Bob Moore ersetzt werden musste. Auch die Arbeit des neuen Produzenten Bob Johnston, der u. a. Alben von Bob Dylan, Simon & Garfunkel, den Byrds und Leonard Cohen produziert hatte, führten zu weiteren Irritationen bei den Fans. Zweifellos waren die Musiker weiter gereift, was durch Songs wie Right Between the Eyes und Changes, Circle Spinning (Lewis) sowie das Instrumental Love Song, Part Two (T. Dell’Ara) deutlich wurde, der von Johnston produzierte klare und transparente Nashville-Sound mit deutlich getrennten E-Gitarre und akustischer Gitarre hatte sich jedoch erheblich von den Zeiten des Crosstalk entfernt.
Zusätzlich befand sich die Band mittlerweile in einem Gerichtsverfahren, das Matthew Katz wegen der Namensrechte angestrengt hatte. Um nicht Gefahr zu laufen, dass Katz die Tantiemen für ihre Songs einstrich, veröffentlichten Miller und Stevenson ihre Kompositionen unter dem Pseudonym T. Dell’Ara (dem Namen ihres Roadmanagers). Die Band löste sich schließlich Ende 1969 auf.
Nach der Trennung gründeten Miller und Stevenson mit John Barrett (Bass) und John „Fuzzy“ Oxendine (Schlagzeug) The Rhythm Dukes, denen später Bill Champlin beitrat. Die Band, in der Stevenson hauptsächlich Gitarre spielte, trat zwischen 1969 und 1971 zum Großteil als Vorgruppe auf und ihr einziges Album erschien erst 2005.

### 1970–1989
1971 fanden sich alle fünf Bandmitglieder sowie Gordon Stevens (Violine, Dobro, Mandoline) zu den Aufnahmen für das Reunion-Album 20 Granite Creek ein, das im gleichen Jahr auf Reprise Records erschien und wieder von David Rubinson produziert worden war. Der Sound der Band war nun wieder mehr kollektiv, mit intensiver Gitarrenarbeit und einer Leadgitarre von Jerry Miller, die sich stärker an Jazzeinflüssen orientierte. Herausragende Stücke waren Gypsy Wedding (Mosley), Baby, I’m the Kind of Man That You Can Trust (Miller), About Time (Stevenson), Apocalypse und Horse In the Rain (Lewis). Der Beitrag von Spence bestand aus dem Instrumental Chinese Song, von ihm auf dem japanischen Saiteninstrument Koto gespielt. In Ode To the Man At the End of the Bar besang Mosley seine Trunksucht.
Während der letzten Tage des Veranstaltungsortes Fillmore East traten Moby Grape dort einige Male auf, um ihr Reunion-Album vorzustellen. Bei diesen Konzerten spielten sie auch Songs, die nicht auf dem Album erschienen waren, darunter When You’re Down the Road und Just a Woman (Mosley), There Is No Reason (Lewis), We Don’t Know Now und Sailing (Spence). Sailing wurde zuletzt von Spence bei einem Moby-Grape-Auftritt 1996 in Palookaville gesungen. Im Fillmore East sang Mosley sein Ode To the Man a cappella. Als Spence kurz darauf wieder ausschied, löste sich die Gruppe erneut auf.
In den 1970er- und 1980er-Jahren fanden sich Gruppenmitglieder immer wieder in verschiedenen Formationen zusammen. Bob Mosley und Jerry Miller nahmen, gemeinsam mit dem Rhythmusgitarristen Michael Been (später bei The Call) und John Craviotto (Schlagzeug), unter dem Namen Fine Wine 1976 ein gleichnamiges Album auf, das nur in Deutschland auf Polydor Records erschien. 1977 war Mosley, zusammen mit Craviotto und dem Bandgründer Neil Young, Mitglied der Band The Ducks, die im Umkreis von Santa Cruz, Kalifornien auftrat, dort sehr bekannt war und einige Studioaufnahmen bewerkstelligte, die jedoch nie veröffentlicht wurden. Heute können einige davon im Internet angehört werden.
1978 wurde auf Escape Records die LP Live Grape veröffentlicht mit Aufnahmen von Liveauftritten mit Jerry Miller, Peter Lewis, Skip Spence, Cornelius Bumpus (Tenorsaxofon, Gesang), Christian Powell (Bass), John Oxindine (Schlagzeug) und Daniel Spencer (Schlagzeug). Spence war darauf erstmals wieder als Sänger zu hören mit seinem Beitrag Must Be Goin’ Now Dear. Lewis steuerte mit That Lost Horizon einen der einprägsamsten Songs bei und Miller bewies mit ausgedehnten Improvisationen, dass er sich weiter in Richtung Jazz entwickelt hatte. Von ihm stammte gleichzeitig auch der Countryrock Here I Sit, mit dem für Moby Grape typischen Backgroundgesang.
1984 erschien ein Album mit dem Titel Moby Grape, später inoffiziell Moby Grape ’84 genannt, auf dem Plattenlabel von Matthew Katz, San Francisco Sound. Überraschend schienen sich Band und Manager wieder nähergekommen zu sein. Bei den Aufnahmen handelte es sich jedoch vorwiegend um neue Songs von Bob Mosley, von diesem gesungen und von Studiomusikern, wie etwa dem Keyboarder Richard Dean, begleitet. Peter Lewis steuerte zwei Lieder bei und Don Stevenson mit Jerry Miller den Song Too Old To Boogie, gesungen von Stevenson. Gesanglich und instrumental beteiligten sich Miller wie auch Spence nicht. Der Sound der Aufnahmen entsprach der für die 1980er-Jahre typischen Techniken und war Katz’ Versuch, Moby Grape zeitgenössisch klingen zu lassen. Das Fehlen von Millers Gitarre, das allgegenwärtige Keyboard und die Arbeit der Studiomusiker im Allgemeinen haben das Album bei den Fans jedoch als Pseudo-Moby Grape erscheinen lassen. Lewis’ Silver Wheels und Mosleys Queen Of the Crow hingegen erreichten die Qualität früherer Songs.
Im Sommer 1987 traten Moby Grape, zusammen mit It’s a Beautiful Day, Fraternity of Man und Strawberry Alarm Clock, bei einigen Shows auf. Miller, Lewis, Mosley, Spence und Stevenson spielten dabei u. a. im Marin Civic College und Cupertino’s DeAnza College vor allem die Klassiker ihrer ersten beiden Alben.
In den folgenden Jahren kam es immer wieder zu sporadischen gemeinsamen Auftritten in verschiedenen Zusammensetzungen, wobei Spence von seinen Kollegen immer dann aktiviert und beteiligt wurde, wenn sein Gesundheitszustand es erlaubte.
Die Band trat dabei, aufgrund der von Katz wieder angestrengten Gerichtsverfahren bzgl. des Bandnamens, als Mosley Grape, Legendary Grape oder The Melvilles auf.
1989 erschien eine Musikkassette mit neuen Studioaufnahmen aller Bandmitglieder unter dem Titel Moby Grape. Nachdem Katz erneut gegen die Verwendung des Namens klagte, wurde die Kassette vom Markt genommen und mit neuer Verpackung unter dem Namen Legendary Grape, The Melvilles wieder veröffentlicht. Die Aufnahmen sind seit 2003 auch auf CD erhältlich, inklusive Bonustracks. Im Gegensatz zu 1984 waren alle Bandmitglieder außer Skip Spence aktiv beteiligt sowie Richard Dean an Keyboards und Gesang. Als herausragendes Lied kann All My Life bezeichnet werden, geschrieben von Spence.

### 1990–2005
In den 1990er-Jahren und bis 2006 veröffentlichten Mosley, Miller und Lewis Soloalben. Stevenson zog sich aus dem aktiven Musikerleben zurück. Mosley und Spence lebten vorwiegend in Obdachlosigkeit.
Das Doppelalbum Wow/Grape Jam erschien erstmals in den späten 1980er-Jahren als CD auf Matthew Katz’ San Francisco Sound Label. 1993 veröffentlichte Legacy Recordings den Sampler Vintage: The Very Best of Moby Grape, auf dem das komplette erste Album, die LP Moby Grape ’69 fast vollständig, ausgesuchte Tracks von Wow und Truly Fine Citizen sowie Studio Outtakes enthalten sind. Diese CD verhalf der Band zu neuer Beachtung und Zugang zu einem neuen Publikum.
1994 strengten die Bandmitglieder ihrerseits ein Verfahren gegen Matthew Katz an. Sie konnten beweisen, dass der damalige Produzent und Manager der Gruppe, David Rubinson, 1973 die Rechte für die Songs der Musiker in einer geheimen Absprache an Katz abgetreten hatte, in einer Zeit, als bei Mosley und Spence Schizophrenie festgestellt worden war und sie rechtlich nicht geschäftsfähig waren.
Das Verfahren, das bis 2006 andauerte, hatte zur Folge, dass die Musiker für die Veröffentlichung der CD Vintage: The Very Best of Moby Grape keine Tantiemen erhielten.

### 2006–2011
Nach einem drei Jahrzehnte währenden Rechtsstreit mit Matthew Katz erhielten die Moby Grape-Musiker 2006 endlich ihren Namen wieder zurück.
Im September 2007 spielte die Band vor 40.000 Zuschauern im Golden Gate Park in San Francisco anlässlich der Summer Of Love 40th Anniversary Celebration. Im Oktober desselben Jahres veröffentlichte Sundazed Records die ersten fünf Alben der Band mit Bonustracks auf CD und Vinyl. Einen Monat später musste die Firma die Produktion von Moby Grape, Wow und Grape Jam wieder einstellen, da Matthew Katz erneut gegen die Veröffentlichung geklagt hatte.
Sundazed Records, das im Verfahren darauf hinwies, dass es die Rechte für die Veröffentlichungen von Sony Records, als Rechtsnachfolger von Columbia Records, erhalten hatte, stellte zwar die weitere Produktion wie verlangt ein, veröffentlichte aber stattdessen 2009 den Sampler The Place and the Time und 2010 das erste offizielle Live-Album der Band, Moby Grape Live. Sony Records hatte bereits 2004 den Sampler Cross Talk: The Best of Moby Grape und 2007 Listen My Friends! The Best of Moby Grape herausgegeben,
Nach jahrzehntelangem Leben in Obdachlosigkeit und unter Gemütskrankheit und Alkoholismus leidend, verstarb Alexander „Skip“ Spence 1999 an den Folgen eines Lungenkrebses, wenige Tage vor seinem 53. Geburtstag. Die letzten Jahre seines Lebens hatte er eine Unterkunft in einer sozialen Einrichtung gefunden.
Jerry Miller tritt heute sowohl als Solokünstler als auch mit seiner Jerry Miller Band im Raum Washington auf.
Peter Lewis veröffentlichte 1995 eine Solo-CD und 2003, zusammen mit David West, das Album Live in Bremen auf dem deutschen Plattenlabel Taxim. Von 2000 bis 2003 beteiligte er sich an der Reunion der Band Electric Prunes, auf deren Album Artifact er 2002 mitspielte.
Bob Mosley lebt in der Gegend von Santa Cruz, Kalifornien, wo er gelegentlich mit dem Countrymusic Veteran Larry Hosford und, als Duo, mit dem ehemaligen Keyboarder der Doobie Brothers, Dale Ockerman, auftritt.
Don Stevenson, der auch heute noch sporadisch mit seinen Ex-Musikerkollegen spielt, arbeitet hauptberuflich als Immobilienmakler in Kanada.
Neuere Konzerte von Moby Grape werden vor allem von Jerry Miller, Bob Mosley und Peter Lewis bestritten, nunmehr auch mit der Unterstützung des Sohnes von Skip Spence, Omar, an Gitarre und Gesang und dem Sohn von Jerry Miller, Joseph, am Schlagzeug.
2010 spielten Stevenson, Miller und Omar Spence gemeinsam beim South by Southwest Music Festival, auf dem auch Peter Lewis Solo auftrat.
2011 erschien das erste Solo-Album von Don Stevenson, bei dem auch Jerry Miller mitwirkte.

## Diskografie

### Singles
- 1967: Changes / Fall On You
- 1967: Sitting By the Window / Indifference
- 1967: 8:05 / Mister Blues
- 1967: Omaha / Someday
- 1967: Hey Grandma / Come In the Morning
- 1968: Can’t Be So Bad / Bitter Wind
- 1969: If You Can’t Learn From My Mistakes / Trucking Man
- 1969: Ooh Mama Ooh / It’s A Beautiful Day Today
- 1971: Gypsy Wedding / Apocalypse
- 1971: Goin' Down To Texas / About Time
- 1972: Gone Fishin' / Gypsy Wedding

### Alben
- 1967: Moby Grape
- 1968: Wow
- 1968: Grape Jam
- 1969: Moby Grape ’69
- 1969: Truly Fine Citizen
- 1971: 20 Granite Creek
- 1978: Live Grape
- 1984: Moby Grape ’84
- 1989: Legendary Grape
- 2010: Moby Grape Live

Neben vielen Covern von Moby-Grape-Songs durch Robert Plant, The Move und anderen sind seit 2002 auch mehrere Tribute-Alben erschienen, wie Mo’Grape (2000), Even Mo’Grape (2002), Still Mo’Grape, Forever Mo und Just Say Mo.

### Jerry Miller Solo
- 1993: Now I See
- 1995: Life Is Like That
- 1998: Live At Cole’s

### Bob Mosley Solo
- 1972: Bob Mosley
- 1974: Never Dreamed
- 1974: The Darrow Mosley Band
- 1986: Wine and Roses
- 1989: Mosley Grape Live At Indigo Ranch
- 2005: True Blue

### Peter Lewis Solo
- 1995: Peter Lewis
- 2003: Live In Bremen (mit David West)

### Alexander „Skip“ Spence Solo
- 1969: Oar

### Don Stevenson Solo
- 2011: King Of the Fools